# Martin Kratt
Martin William Kratt (Warren Township, 23 de dezembro de 1965) é um apresentador de programas educacionais ligados à natureza. Ele e seu irmão Chris Kratt cresceram em Warren Township, Nova Jérsie. e juntos criaram várias séries televisivas, como Kratts' Creatures, Zoboomafoo, Be the Creature (transmitida pelo National Geographic Channel) e Wild Kratts.
De 13 de junho de 2008 a 3 de agosto de 2008, Martin apareceu com seu irmão Chris na Creature Adventures, um show no Dollywood em Pigeon Forge, Tennessee.
Martin tem um B.C. em Zoologia da Duke University.
O trabalho de Martin e seu irmão é dedicado a ensinar as pessoas sobre as criaturas selvagens e trabalhar para a preservação de espécies ameaçadas de extinção.
Ele fundou, junto a Chris, a "Kratt Brothers Creature Heroes", uma organização sem fins lucrativos dedicada a possibilitar que crianças ajudem os animais em todo o mundo.

## Vida pessoal
Martin é casado com Laura e tem dois filhos.
Seus filhos atuam como personagens em Wild Kratts.